# Episodi di Amore e vendetta - Zorro
La prima stagione della serie televisiva spagnola Amore e vendetta (Zorro), composta da 10 episodi, è stata pubblicata in prima visione sulla piattaforma Prime Video il 19 gennaio 2024 negli Stati Uniti e il 25 gennaio in Spagna.
In Italia la stagione è andata in onda ogni martedì in prima serata su Canale 5 dal 7 al 21 gennaio 2025.
| nº | Titolo originale                         | Titolo italiano | Pubblicazione   | Pubblicazione   | Prima TV Italia |
| nº | Titolo originale                         | Titolo italiano | USA             | Spagna          | Prima TV Italia |
| -- | ---------------------------------------- | --------------- | --------------- | --------------- | --------------- |
| 1  | El elegido                               | Episodio 1      | 19 gennaio 2024 | 25 gennaio 2024 | 7 gennaio 2025  |
| 2  | Herencia                                 | Episodio 2      | 19 gennaio 2024 | 25 gennaio 2024 | 7 gennaio 2025  |
| 3  | La apuesta                               | Episodio 3      | 19 gennaio 2024 | 25 gennaio 2024 | 7 gennaio 2025  |
| 4  | Venganza                                 | Episodio 4      | 19 gennaio 2024 | 25 gennaio 2024 | 14 gennaio 2025 |
| 5  | La ejecución                             | Episodio 5      | 19 gennaio 2024 | 25 gennaio 2024 | 14 gennaio 2025 |
| 6  | Juego de máscaras                        | Episodio 6      | 19 gennaio 2024 | 25 gennaio 2024 | 14 gennaio 2025 |
| 7  | El mito                                  | Episodio 7      | 19 gennaio 2024 | 25 gennaio 2024 | 21 gennaio 2025 |
| 8  | La boda                                  | Episodio 8      | 19 gennaio 2024 | 25 gennaio 2024 | 21 gennaio 2025 |
| 9  | Desenmascarado                           | Episodio 9      | 19 gennaio 2024 | 25 gennaio 2024 | 21 gennaio 2025 |
| 10 | El baile de las tres máscaras funerarias | Episodio 10     | 19 gennaio 2024 | 25 gennaio 2024 | 21 gennaio 2025 |

## Episodio 1
- Titolo originale: El elegido
- Diretto da: Javier Quintas
- Scritto da: Carlos Portela

### Trama
- Ascolti Italia: telespettatori 2 161 000 – share 13,73%[7].

## Episodio 2
- Titolo originale: Herencia
- Diretto da: Javier Quintas
- Scritto da: Carlos Portela

### Trama
- Ascolti Italia: telespettatori 2 161 000 – share 13,73%[7].

## Episodio 3
- Titolo originale: La apuesta
- Diretto da: Jorge Saavedra
- Scritto da: Carlos Portela

### Trama
- Ascolti Italia: telespettatori 2 161 000 – share 13,73%[7].

## Episodio 4
- Titolo originale: Venganza
- Diretto da: Jorge Saavedra
- Scritto da: Carlos Portela

### Trama
- Ascolti Italia: telespettatori 1 513 000 – share 10,40%[8].

## Episodio 5
- Titolo originale: La ejecución
- Diretto da: Javier Quintas
- Scritto da: Carlos Portela

### Trama
- Ascolti Italia: telespettatori 1 513 000 – share 10,40%[8].

## Episodio 6
- Titolo originale: Juego de máscaras
- Diretto da: Javier Quintas
- Scritto da: Carlos Portela

### Trama
- Ascolti Italia: telespettatori 1 513 000 – share 10,40%[8].

## Episodio 7
- Titolo originale: El mito
- Diretto da: Jorge Saavedra
- Scritto da: Carlos Portela

### Trama
- Ascolti Italia: telespettatori 1 221 000 – share 9,90%[9].

## Episodio 8
- Titolo originale: La boda
- Diretto da: Jorge Saavedra
- Scritto da: Carlos Portela

### Trama
- Ascolti Italia: telespettatori 1 221 000 – share 9,90%[9].

## Episodio 9
- Titolo originale: Desenmascarado
- Diretto da: Javier Quintas e José Luis Alegría
- Scritto da: Carlos Portela

### Trama
- Ascolti Italia: telespettatori 1 221 000 – share 9,90%[9].

## Episodio 10
- Titolo originale: El baile de las tres máscaras funerarias
- Diretto da: Javier Quintas
- Scritto da: Carlos Portela

### Trama
- Ascolti Italia: telespettatori 1 221 000 – share 9,90%[9].